# Slovensko biokemijsko društvo
Slovensko biokemijsko društvo (SBD) je strokovno združenje s področja biokemije in  molekularne biologije. Člani so strokovnjaki, ki raziskujejo snovi, ki sestavljajo žive organizme. Društvo je bilo ustanovljeno 28. junija 1983 in je po svojem delovanju naslednik Biokemijske sekcije  Slovenskega kemijskega društva. Vsako drugo leto SBD prireja znanstvena srečanja; prvo je bilo leta 1995. Društvena priznanja se imenujejo po biokemiku  Savu Lapanjetu in jih podeljujejo od leta 2008. Od leta 2003 podeljujejo štipendije mlajšim članom za udeležbo na znanstvenih konferencah. Aktivni sta Terminološka komisija, ki pripravlja biokemijski terminološki slovar, in Komisija za poučevanje, ki je pripravila prevod učbenika biokemije. Društvo ima okoli 200 članov. Predsednica društva je v mandatnem obdobju 2006-2009 Marinka Drobnič-Košorok.